# Hełm SSz-36

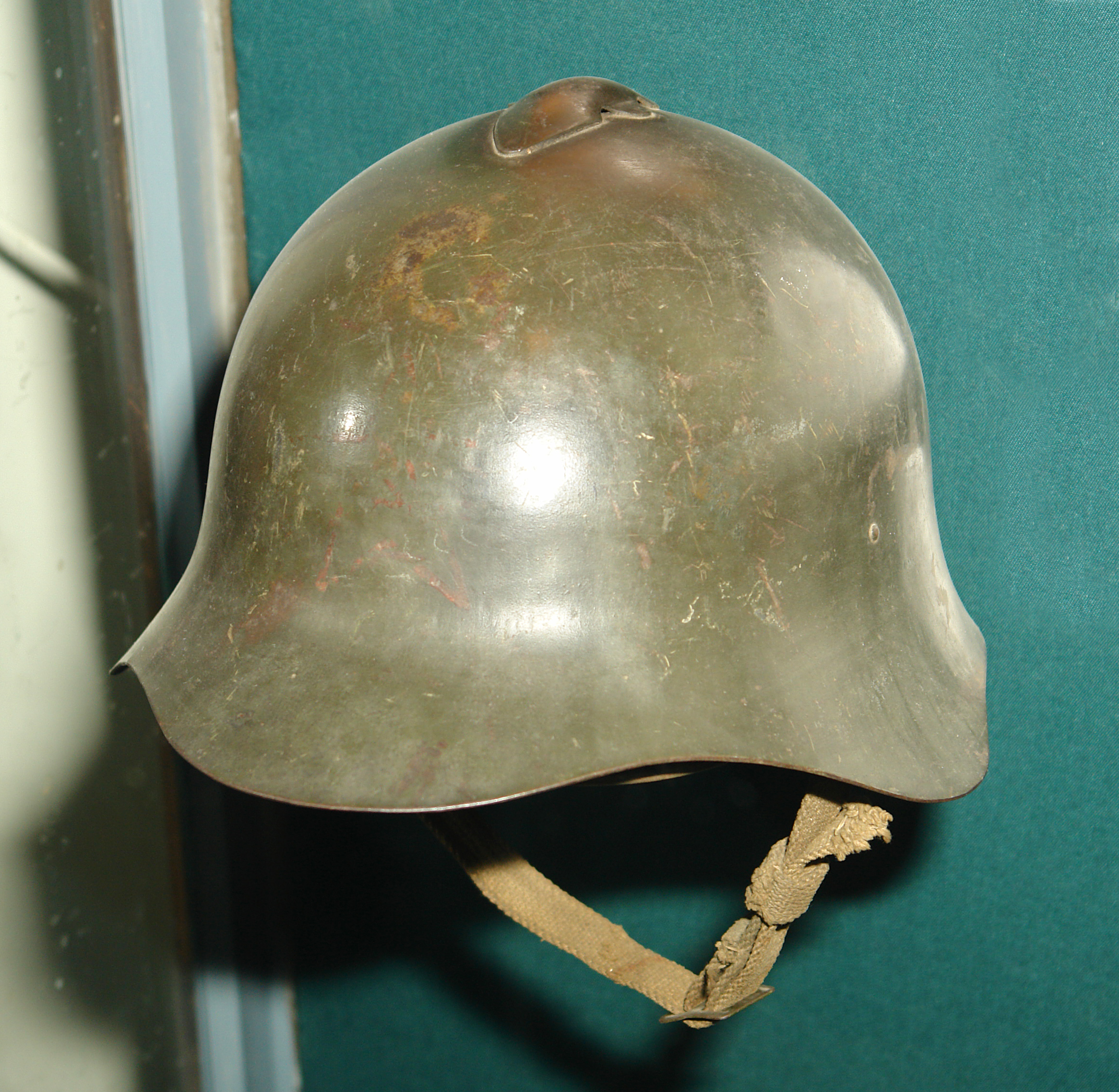
Hełm SSz-36

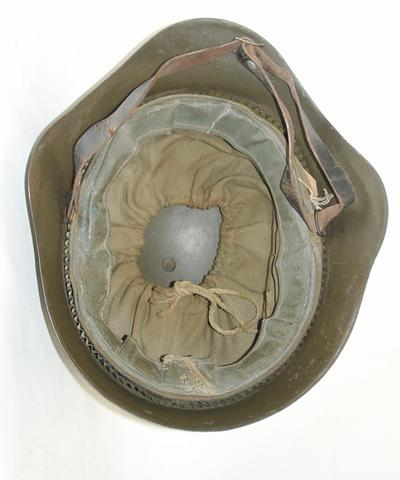
Fasunek hełmu SSz-36

SSz-36 (ros. СШ-36) – radziecki hełm stalowy przyjęty do uzbrojenia Armii Czerwonej w 1936 roku.

## Opis
Wytwarzany w trzech rozmiarach SSz-36 będący pierwszym masowo używanym hełmem przez krasnoarmiejców, ważył 1,2–1,3 kilograma, a stalowa blacha z której był produkowany miała grubość 1,1 milimetra. Charakterystyczną cechą hełmu przypominającego swoim wyglądem niemiecki Stahlhelm, był półokrągły kształt i otwór wentylacyjny umieszczony w szczycie dzwonu, osłonięty niewielkim grzebieniem. Celem bocznych wywiniętych krawędzi było zabezpieczenie sowieckich kawalerzystów przed cięciami szablą, co podobno było pomysłem marszałka Siemiona Budionnego. Czerep hełmu pokrywano kolorem ciemnozielonym lub khaki, a z przodu nanoszono czerwony kontur pięciopromiennej gwiazdy.     
SSz-36 wykorzystywany był przez Armię Czerwoną w walkach nad jeziorem Chasan i w bitwie nad Chałchin-Goł (gdzie otrzymał przydomek „chałchingołka”), podczas radziecko-japońskich walk granicznych (1938–1939), a także agresji ZSRR na Polskę (1939), wojnie sowiecko-fińskiej (1939–1940) i do 1943 roku na froncie wschodnim II wojny światowej, gdy został ostatecznie zastąpiony przez nowocześniejszy hełm SSz-40. Niektóre jednostki Armii Czerwonej używały jeszcze hełmu SSz-36 w roku 1945, podczas wojny radziecko-japońskiej.   